# A Little More Personal (Raw)
A Little More Personal (Raw) är det andra albumet släppt av Lindsay Lohan, släppt av Casablanca Records i USA den 6 december 2005. Lohan hjälpte till att skriva sju av albumets tolv låtar. Den certifierades till en guldskiva för att sålt mer än 500 000 exemplar. "Confessions of a Broken Heart (Daughter to Father)" var första singeln.
Albumets omslag är ett kinesiskt tecken på Lohans rygg 生 (Pinyin: shèng; Cantonese: Säng), vilket betyder "rå" ("raw"), det finns flera andra betydelser beroende på sammanhanget, så som "lever" och "föda".
Låten "Black Hole" sändes till Kelly Clarkson som låt till hennes tredje album My December (2007), men Clarkson tackade nej till den. Poprock-bandet I Nine gjorde en cover av låten till deras debutalbum, Heavy Weighs the King (2008). Deras version var med i ett avsnitt av tv-serien The Hills, "Back to LA".
Låten "A Beautiful Life" från detta album, finns med i soundtracket till tv-serien The Hills.

## Låtlista
1. Confessions Of A Broken Heart (Daughter To Father) (Lindsay Lohan, Kara DioGuardi, Greg Wells) - 3:41
2. Black Hole (DioGuardi, Louise Goffin, Wells) - 4:02
3. I Live For The Day (Desmond Child, Andreas Carlsson, Ethan Mentzer, Ben Romans) - 3:09
4. I Want You To Want Me (Richard Nielsen) - 3:09
5. My Innocence (Lohan, DioGuardi, Wells) - 4:18
6. A Little More Personal (DioGuardi, Butch Walker, Lohan) - 2:59
7. If It's Alright (DioGuardi, Walker, Lohan) - 4:06
8. If You Were Me (DioGuardi, Wells, Lohan) - 2:54
9. Fastlane (Ben Moody, Mitch Allan, DioGuardi, Lohan) - 3:24
10. Edge Of Seventeen (Stevie Nicks) - 4:23
11. Who Loves You (DioGuardi, Wells) - 3:50
12. A Beautiful Life (La Bella Vita) (Michelle Lewis, Charlton Pettus, DioGuardi, Lohan) - 3:25

## Singlar
- Confessions Of A Broken Heart (Daughter To Father) - 18 oktober 2005
- I Live For The Day - 13 januari 2006

## Topplistor
| Chart (2005)                 | Peak position |
| ---------------------------- | ------------- |
| Australian ARIA Albums Chart | 88            |
| Canadian Albums Chart        | 43            |
| U.S. Billboard 200           | 20            |
| Brazilian Album Charts       | 2             |
| Indonesian Album Charts      | 1             |
| Phillipines Album Charts     | 1             |
| Latin America Album Charts   | 12            |